# Chingia atrospinosa
Chingia atrospinosa är en kärrbräkenväxtart som först beskrevs av Carl Frederik Albert Christensen, Kjellb. och C. Chr., och fick sitt nu gällande namn av Holtt. Chingia atrospinosa ingår i släktet Chingia och familjen Thelypteridaceae. Inga underarter finns listade.